# Death or Glory (videogioco)
Death or Glory è un videogioco d'azione spaziale pubblicato nel 1987 per gli home computer Amstrad CPC, Commodore 16 (edizione molto rara), Commodore 64 e ZX Spectrum dalla CRL Group. Si pilota una navicella vista dall'alto che sorvola e distrugge stazioni spaziali ed elimina le navicelle nemiche speronandole.
Diverse fonti lo classificano come sparatutto, ma in realtà la navicella protagonista non spara.

## Trama
Una grande flotta ostile si avvicina al pianeta pacifico di New Stratford. Una semplice navicella civile di tipo spacedozer (lett. "ruspa spaziale"), normalmente usata per la demolizione di asteroidi, si imbatte nella flotta e viene attaccata, perciò si lancia contro i nemici usando la propria corazza per sfondare navicelle e astronavi madri, al grido di "death or glory" (lett. "gloria o morte").

## Modalità di gioco
Death or Glory ha visuale bidimensionale dall'alto, con la navicella del giocatore sempre al centro mentre si attraversa lo scenario con scorrimento in tutte le direzioni. Volando sopra uno sfondo di spazio con stelle fisse, si raggiunge e si sorvola un'enorme piattaforma spaziale nemica composta da vari tipi di moduli quadrati, che dev'essere distrutta.
I comandi sono costituiti da rotazione in senso orario e antiorario della navicella, accelerazione e freno. Quando la navicella si trova sopra la stazione nemica, se si viaggia a velocità sufficiente si può usare il pulsante/tasto di fuoco per distruggere il modulo sottostante, riducendolo a detriti. Nella versione Commodore 64 è visibile un piccolo movimento di abbassamento della punta della navicella per speronare la piattaforma. Alcuni moduli possono innescare reazioni a catena che causano la distruzione di più moduli vicini.
La stazione nemica è difesa da navicelle che arrivano da ogni direzione e possono sparare alla protagonista. Il contatto con i proiettili nemici riduce l'energia vitale, rappresentata da un doppio indicatore a barra degli scudi, fino all'eventuale perdita di una vita. Si possono eliminare le navicelle nemiche andandogli addosso; la collisione le distrugge, senza danni per il giocatore.
Si dispone di una quantità limitata di carburante e lo si può ricaricare fermando brevemente la navicella, ma solo quando il serbatoio è quasi vuoto.
Il cambio di livello, ripartendo con una nuova stazione e navicelle nemiche di diverso aspetto, avviene in modo improvviso e con criterio non chiaro; presumibilmente l'obiettivo di ogni livello è distruggere una certa quantità di moduli della stazione.

## Accoglienza
Death or Glory ricevette generalmente giudizi negativi dalla critica, o al massimo sufficienti, almeno per quanto riguarda le versioni Commodore 64 e ZX Spectrum (delle altre versioni non sono note trattazioni rilevanti sulla stampa dell'epoca).
Il gioco fu pubblicato originariamente a prezzo pieno, ma sembrava più un prodotto a basso costo, anche per la semplicità della confezione, praticamente priva di manuale di istruzioni.
Spesso il gameplay venne descritto come poco interessante e tendente presto al noioso; tra quelle consultate, furono moderatamente soddisfatte solo le riviste Sinclair User (voto 6/10) e Ahoy! che lo trovò divertente e un po' anticonvenzionale.
Su ZX Spectrum fu notato anche il difficile controllo della navicella, anche perché se si gioca con la tastiera i comandi sono disposti in modo strano e non ridefinibile.
Solo l'aspetto estetico della grafica fu spesso ritenuto adeguato, sebbene su Commodore 64 lo scorrimento apparisse poco fluido.